# Carlos Sánchez de Boado
Carlos Sánchez de Boado y de la Válgoma (Ledesma, Salamanca, 8 de noviembre de 1942) es un antiguo  diplomático español.
Licenciado en Derecho, ingresó en 1976 en la carrera diplomática. Ha estado destinado en las representaciones diplomáticas españolas en Guinea Ecuatorial, Kenia, Unión Soviética y Checoslovaquia. Ha sido subdirector general de Planificación y Organización en la Secretaría General Técnica de Asuntos Exteriores. Ha sido cónsul general en las ciudades de Boston y Montevideo y embajador en misión especial para Asuntos Internacionales de Seguridad, así como subdirector general de Protección de los Españoles en el Extranjero.
El Consejo de Ministros del 16 de marzo de 1990 aprobó un Real Decreto por el que se creó la Misión Diplomática Permanente de España en Namibia, con sede en Windhoek; un mes más tarde designaron a Carlos Sánchez de Boado como el primer embajador en dirigir la delegación española en el país namibio. Más tarde ocuparía el cargo de embajador de España ante la Organización para la Seguridad y la Cooperación en Europa (OSCE). Desde mediados de 2008 hasta 2011 fue el embajador español en Australia, con concurrencia también en Kiribati, Nauru, Papúa Nueva Guinea, Islas Salomón, Tuvalu y Vanuatu. En 2011 fue nombrado embajador en Misión Especial para Asuntos Internacionales de Desarme y No Proliferación.